# Лукашев, Александр Николаевич
Алекса́ндр Никола́евич Лукашев (род. 25 марта 1977, Москва) — российский учёный-медик, вирусолог, профессор РАН (2016), член-корреспондент РАН (2019).

## Биография, карьера
Родился в 1977 году в семье молодых учёных. Отец, Лукашев Николай Вадимович, впоследствии стал профессором кафедры органической химии химического факультета МГУ им. М. В. Ломоносова; мать, Лукашева (Лашкевич) Елена Васильевна, — профессором кафедры биохимии медицинского факультета РУДН.
В 1999 году окончил Первый МГМУ имени И. М. Сеченова, специальность «лечебное дело».
С 2000 по 2007 годы работал научным сотрудником за рубежом: в Академии Або (фин. Åbo Akademi, Турку, Финляндия, 2000—2003), в Швейцарском институте экспериментальных исследований рака (фр. Institut suisse de recherche expérimentale sur le cancer, Лозанна, 2003—2005) и в Сент-Эндрюсском университете (англ. University of St Andrews, Шотландия, 2006—2007).
В 2006 году защитил докторскую диссертацию.
С 2007 по 2017 годы — заведующий лабораторией молекулярной биологии вирусов Института полиомиелита и вирусных энцефалитов имени М. П. Чумакова.
Ведущий научный сотрудник лаборатории молекулярной биологии и биохимии Сеченовского университета.
С 2017 года — директор Института медицинской паразитологии, тропических и трансмиссивных заболеваний имени Е. И. Марциновского (в составе Сеченовского университета).

## Научная деятельность и достижения
В работах Лукашева и коллег установлено, что
- рекомбинация у энтеровирусов и многих других вирусов с несегментированным геномом является не «феноменом», а способом существования вирусов в биосфере. В природе геномы энтеровирусов практически не существуют без рекомбинации более 10 лет, а глобальная популяция вида является «облаком» генетической информации, из которого регулярно формируются новые варианты вирусов. Сходные закономерности описаны и изучены у энтеровирусов, парэховирусов, кардиовирусов[англ.], вируса Айти[англ.], аденовирусов, вируса Крымской-Конго геморрагической лихорадки, вируса бешенства;
- популяция большинства РНК-вирусов является намного более динамичной, чем считалось ранее. Новые варианты вирусов регулярно возникают, получают широкое распространение в России и в мире и исчезают. Занос и распространение новых вариантов вирусов на территорию России происходит много раз в год для энтеровирусов, и даже современные возбудители таких зоонозов как бешенство и Крымская-Конго геморрагическая лихорадка были занесены на территорию России 150—400 лет назад;
- высокая динамичность вирусных популяций является причиной возникновения и заноса новых вирусов. Описаны новые вирусы человека — аденовирус С57 и энтеровирус C116. Показано, что огромное биологическое разнообразие вирусов животных является источником новых вирусов человека. Выполнен анализ более 500 геномов вирусов новых семейств и родов, выделенных из летучих мышей, грызунов, насекомых (пикорнавирусы, флебовирусы[англ.], гепатит A-, C- и E-подобные вирусы, пестивирусы[англ.], аденовирусы).

Автор свыше 150 научных публикаций, из них более 60 — в международных журналах. Опубликовал монографию, получил два международных патента. Работы Лукашева были суммарно процитированы свыше 2800 раз, индекс Хирша — 31 (Scopus).

## Преподавание, оргработа
Разработал и в 2014—2018 гг. читал лекционный курс «Вирусология» для студентов факультета биоинженерии и биоинформатики МГУ. Под его руководством защищено 4 кандидатских диссертации.
Входит в экспертный совет РНФ (медицина), являлся членом экспертного совета ВАК (2015—2018) и экспертом программы Европейской комиссии Horizon2020 (2018—2020).

## Награды
- Медаль ордена «За заслуги перед Отечеством» II степени (14 июня 2023) — за вклад в развитие здравоохранения, медицинской науки, подготовку квалифицированных специалистов и многолетнюю добросовестную работу[1].